# Ankadikely Ilafy
Pour les articles homonymes, voir Ilafy (homonymie).
Ankadikely Ilafy est une commune rurale malgache, située dans le district d'Antananarivo Avaradrano de la partie centrale de la région d'Analamanga.

## Géographie
La commune d’Ankadikely se trouve à 8 km au nord de la ville d’Antananarivo, suivant la Route nationale 3, qui relie la capitale à Anjozorobe. Elle est limitée à l’Ouest par le 6ème arrondissement du district d’Antananarivo Renivohitra ; au Sud par les 5ème et 6ème arrondissement du district d’Antananarivo Renivohitra ; au Nord par les communes rurales de Sabotsy Namehana, de Manandriana et d’Antehiroka ; à l’Est par la commune rurale de Fieferana.

## Démographie
La commune d'Ankadikely Ilafy est vaste de 36,7 km2 et est peuplée de 183 315 habitants en 2023 (soit une densité de 4 995 hab/km2). La commune est composée de 18 fokontany actuellement à savoir : Ankadikely, Andrononobe, Ambohitrarahaba, Andafiavaratra, Masinandriana, Manazary, Ambohibe, Ambohitraina, Antsahamarofoza, Andranovelona, Antsapandrano, Antanandrano, Manjaka, Ambohipanja, Ilafy, Belanitra, Mandrosoa, et Antanetibe6 (auparavant ces deux derniers fokontany ne faisaient qu’un : le Fokontany de Mandrosoa). Pour le DAQP III, seuls trois fokontany ont bénéficié du projet.